# Terror (wulkan)
Mount Terror – wygasły wulkan położony na Wyspie Rossa, u wybrzeża Antarktydy, o wysokości około 3230 m n.p.m.

## Charakterystyka

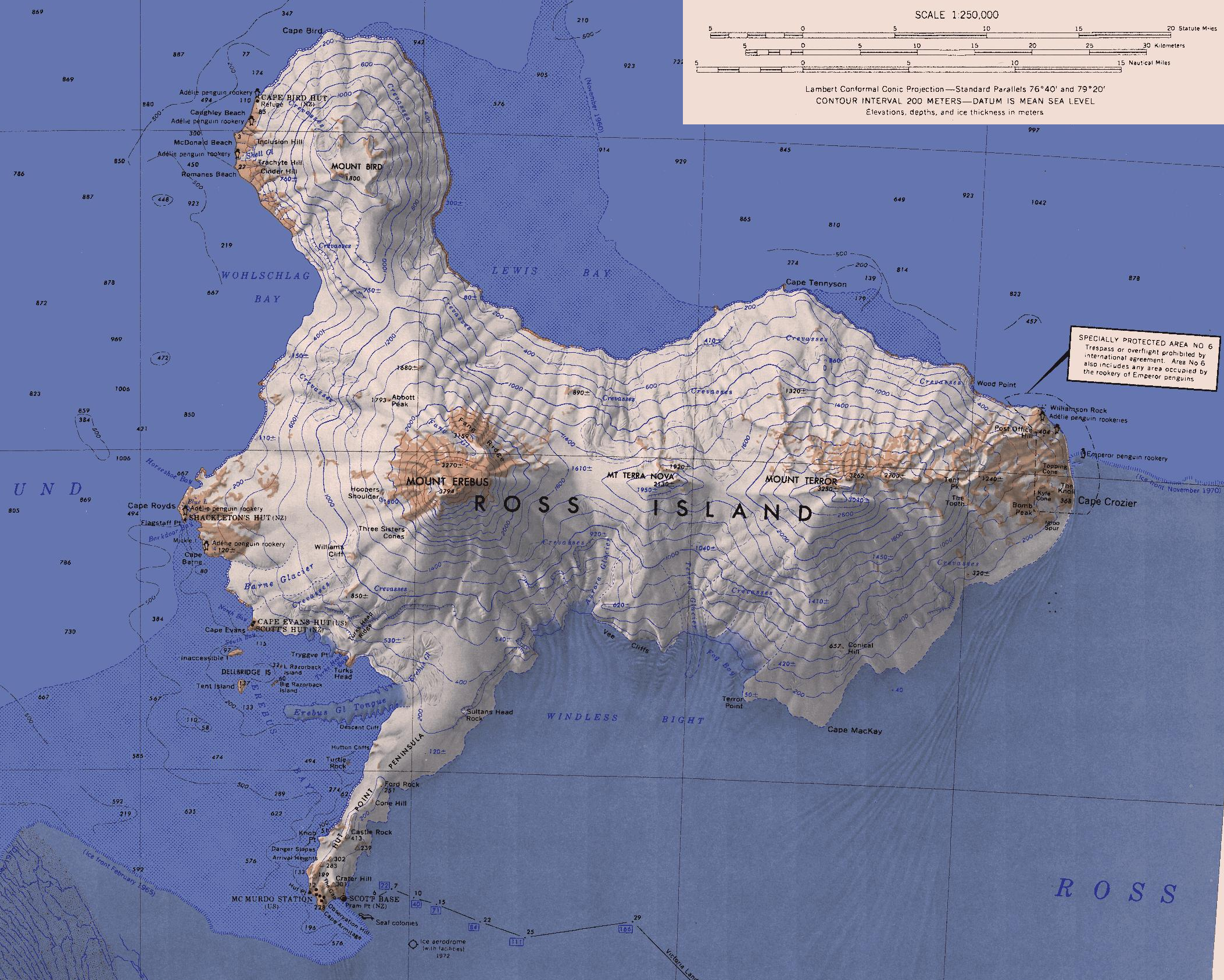
Mapa Wyspy Rossa

Jest to duży wulkan, tworzący wschodnią część wyspy, pokryty przez lodowce. Został odkryty i nazwany przez Jamesa Clarka Rossa w 1841 roku, nazwa pochodzi od jednego z jego okrętów (HMS Terror), podobnie jak nazwa czynnego wulkanu Mount Erebus na tej samej wyspie, odległego o ok. 30 km w kierunku zachodnim.
Wulkan był aktywny w plejstocenie. Najmłodsze skały z dolnej części stoków mają ok. 820 tysięcy lat, a u szczytu bazaltowego stożka Mount Terra Nova na zachodnim stoku wulkanu około 800 tysięcy lat.
Niższa część wschodnich stoków Mount Terror, w sąsiedztwie przylądka Cape Crozier, jest obszarem wolnym od lodu. Teren ten jest objęty ochroną jako szczególnie chroniony obszar Antarktyki nr 124 (Cape Crozier). Znajduje się tam kolonia lęgowa pingwinów cesarskich o zmiennym położeniu i liczebności. Jej obszar ogranicza zarówno zmienne w czasie zalodzenie morza, jak też konieczność znalezienia schronienia przed silnym wiatrem katabatycznym spływającym po stokach Mount Terror.